# Континентална хокейна лига
Континенталната хокейна лига (на руски: Континентальная хоккейная лига), съкратено КХЛ, е открита международна лига по хокей на лед.
Обединява 22 хокейни клуба от 4 държави – Русия, Беларус, Казахстан, и Китай.
Тя провежда новия шампионат по хокей на лед на Евразия. Съгласно договор с Федерацията по хокей на Русия спечелилият отбор се счита за шампион на Русия независимо от неговата национална принадлежност. Призът на шампионата се нарича Купа „Гагарин“ или Купа на Гагарин (на руски: Купа Гагарина) в чест на съветския космонавт и първи космонавт в света Юрий Гагарин.

## История
КХЛ е създадена на основата на Руската хокейна суперлига, започвайки от експерименталния сезон 2008/2009. В него участват 24 отбора, от които 21 от Русия и по 1 отбор от Беларус, Казахстан, Латвия. По-късно се присъединяват Словакия (2011), Украйна и Чехия (2012), Хърватия (2013).

## Шампиони
| Сезон   | Носител на Купа „Гагарин“ | Финалист                 | Победител в Континенталната купа | Купа Откритие на КХЛ   |
| ------- | ------------------------- | ------------------------ | -------------------------------- | ---------------------- |
| 2008/09 | Ак Барс Казан             | Локомотив Ярославъл      | „Салават Юлаев“                  | „Салават Юлаев“        |
| 2009/10 | Ак Барс Казан             | HC MVD                   | „Салават Юлаев“                  | Ак Барс Казан          |
| 2010/11 | „Салават Юлаев“           | Атлант Московска област  | Авангард Омск                    | Динамо Москва          |
| 2011/12 | Динамо Москва             | Авангард Омск            | Трактор Челябинск                | „Салават Юлаев“        |
| 2013/13 | Динамо Москва             | Трактор Челябинск        | СКА Санкт Петарбург              | Динамо Москва          |
| 2013/14 | ХК Металург Магнитогорск  | Лев Прага                | Трактор Челябинск                | Динамо Москва          |
| 2014/15 | ХК СКА Санкт Петербург    | Ак Барс Казан            | ХК ЦСКА Москва                   | ХК СКА Санкт Петербург |
| 2015/16 | ХК Металург Магнитогорск  | ХК ЦСКА Москва           | ХК ЦСКА Москва                   | ХК ЦСКА Москва         |
| 2016/17 | ХК СКА Санкт Петербург    | ХК Металург Магнитогорск | ХК ЦСКА Москва                   | ХК ЦСКА Москва         |

*: През първия сезон „Салават Юлаев“ печели редовния сезон, но Континенталната купа за победителя в редовния сезон все още не се връчва.

## Конференции и дивизии
Лигата е разделена на 2 конференции – източна и западна. Отборите са разделени на четири дивизии, които носят имената на легендарните съветски хокеисти Всеволод Бобров, Анатолий Тарасов, Валерий Харламов и Аркадий Чернишев. Първите двама също така са били и футболисти. Във всяка дивизия има по 6 или 7 отбора.

## Структура
Всеки отбор играе по два мача срещу отборите от своята дивизия и по един срещу останалите отбори в конференцията. Победителят в редовния сезон получава купата на континента. За плейофите се класират първите осем отбора от всяка конференция. Те играят на елиминиране, за да определят шампиона на всяка конференция. Победителите от двете конференции играят финал за Купа „Гагарин“.